# Karakobis
Karakobis est une ville du Botswana.